# Hita, Kastilien-La Mancha
Hita är ett samhälle i Guadalajaraprovinsen, i comarcan La Alcarria i den autonoma regionen Kastilien-La Mancha, Spanien).

## Kulturarv

### Iglesia de San Juan Bautista
Kyrkan San Juan Bautista byggdes mellan 700-talet och 1300-talet i mudéjarstil, med tre skepp och en absid i polygon form. Tornet är byggt i ”herreriansk” stil, och restes under 1500-talet.
Efter spanska inbördeskriget rasade delar av taket. Men huvudaltaret och altaret till minne av Vår fru av Cuesta förblev intakt. Där bevarar man några skulpterade takdelar (artesonado) från Jungfrukapellet daterade till 1500-talet, byggda med oktogonala kassettak.
Kyrkan har renoverats mellan 2002 och 2004. Förutom reparationsarbete av kyrkans yttre delar har man ändrat interiören och lämnat originalväggarna i sten och tegel synliga.
Kyrkan har också en samling gravstenar från 1400- och 1500-talet som kommer från San Pedro-kyrkan, numera en ruin.

### Iglesia de San Pedro (i ruiner)
Kyrkan Iglesia de San Pedro, från medeltiden, genomled stora ändringar under de senaste seklerna. Under 1400-talet och 1500-talet installerade Hitas adelsmän en krypta i det inre av kyrkan.
Under 1700-talet omvandlades kyrkan till ett säte för domprosten (arcipreste) och man byggde Jungfrukapellet, där man förvarar det som finns kvar av sandstensfasaden. Den förstördes under spanska inbördeskriget.

### Plaza del Arcipreste
La plaza Mayor (”Stortorget”) eller La plaza del Arcipreste (”Domprostens torg”) var marknadsplats under medeltiden. De flesta av bostäderna hörde till judiska affärsmän i Hita fram till den judiska förvisningen 1492. Platsen har flera speciella delar, en portal med dubbla pelargångar och en stor mur med bröstvärn som skiljer torget från Ayuntamiento-torget, som ligger något högre. Sedan 1961 används platsen som scen för teaterföreställningar under Medeltidsfestivalen i Hita.

### Puerta de Santa María
La Puerta de Santa María är huvudingång genom muren. Den byggdes av förste markisen av Santillana 1441. Porten hör till den militära gotiska arkitekturen, porten har en spetsbåge, två vakttorn och ett skyddsvärn med krenelering. Porten pryds av familjen Mendozas vapensköld, som var adelsmän i Hita.
Porten förstördes delvis under spanska inbördeskriget 1936-1939. Den byggdes upp igen 1965 och restaurerades 2005.

## Galleri

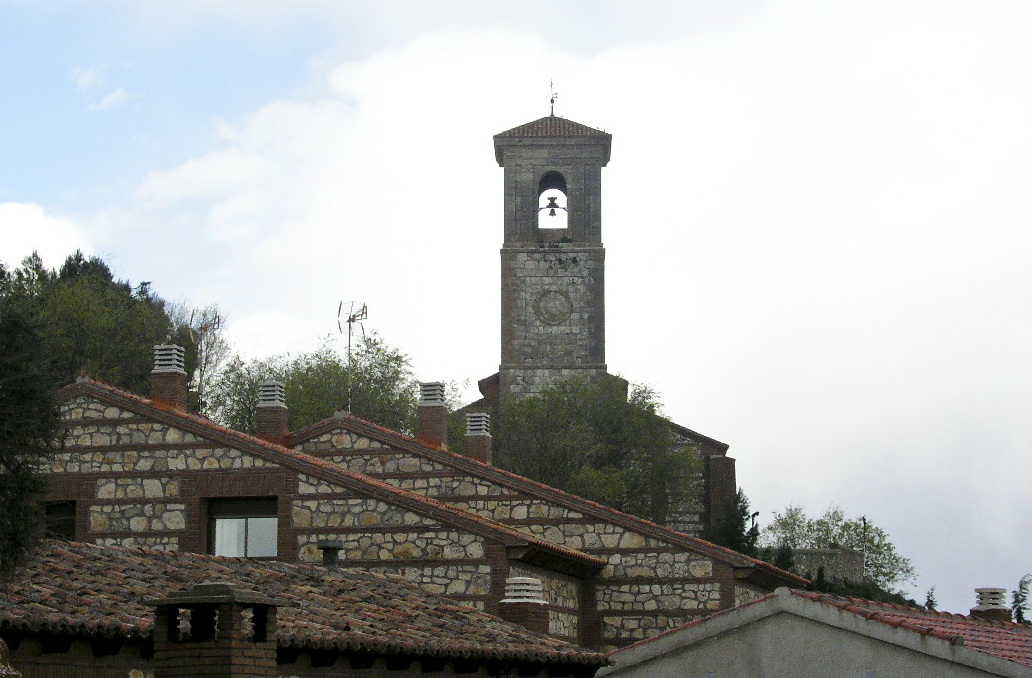
Iglesia de San Juan Bautista.
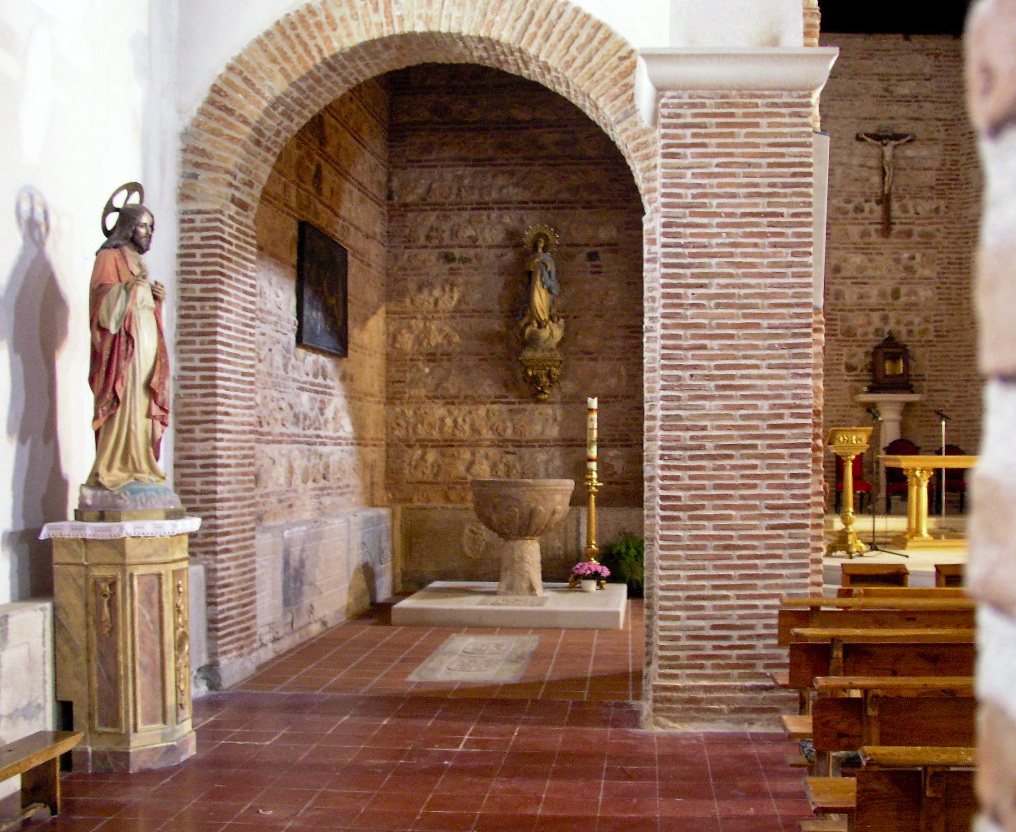
Iglesia de San Juan med originalväggar i sten och tegel.
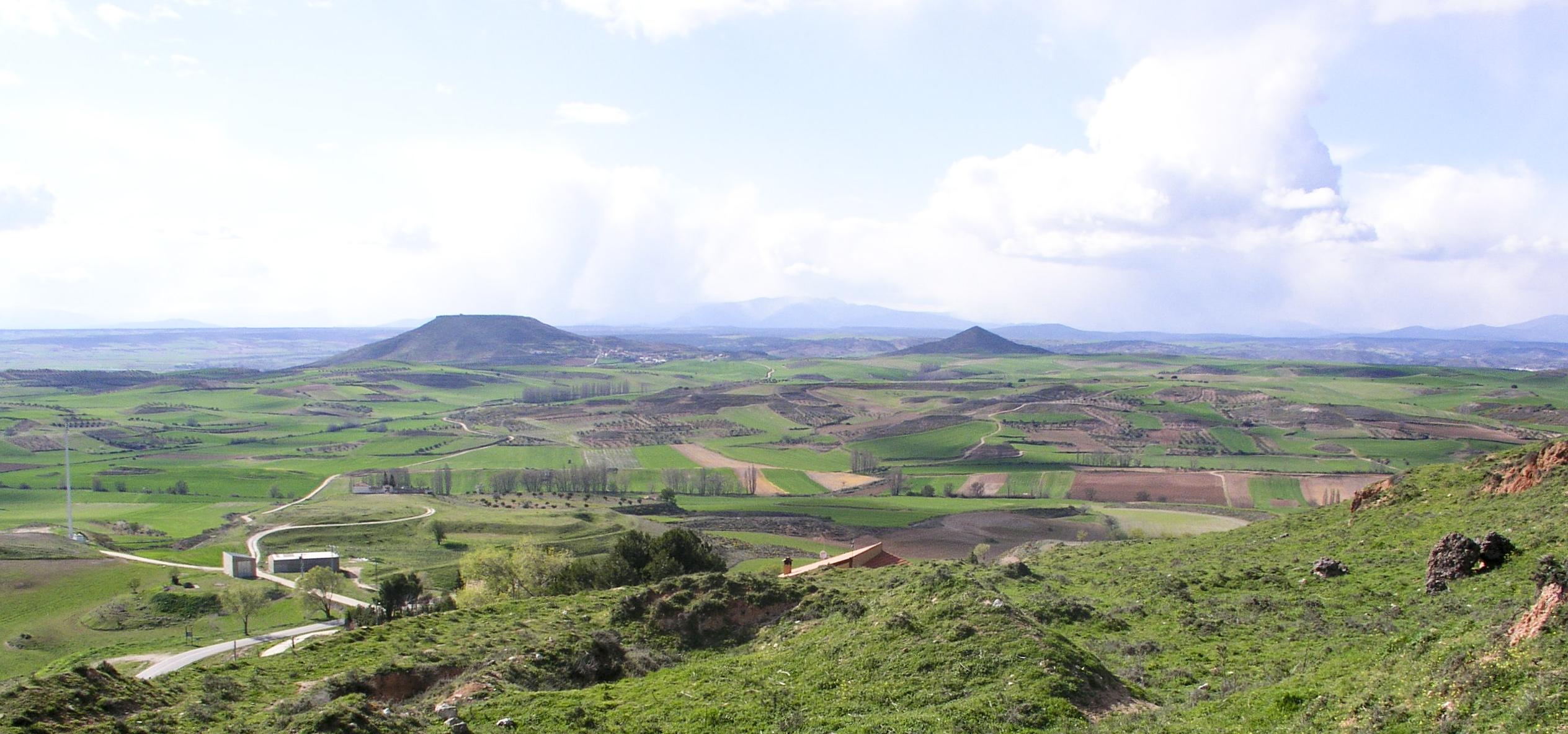
Vy av landskapet, sett från Hita.
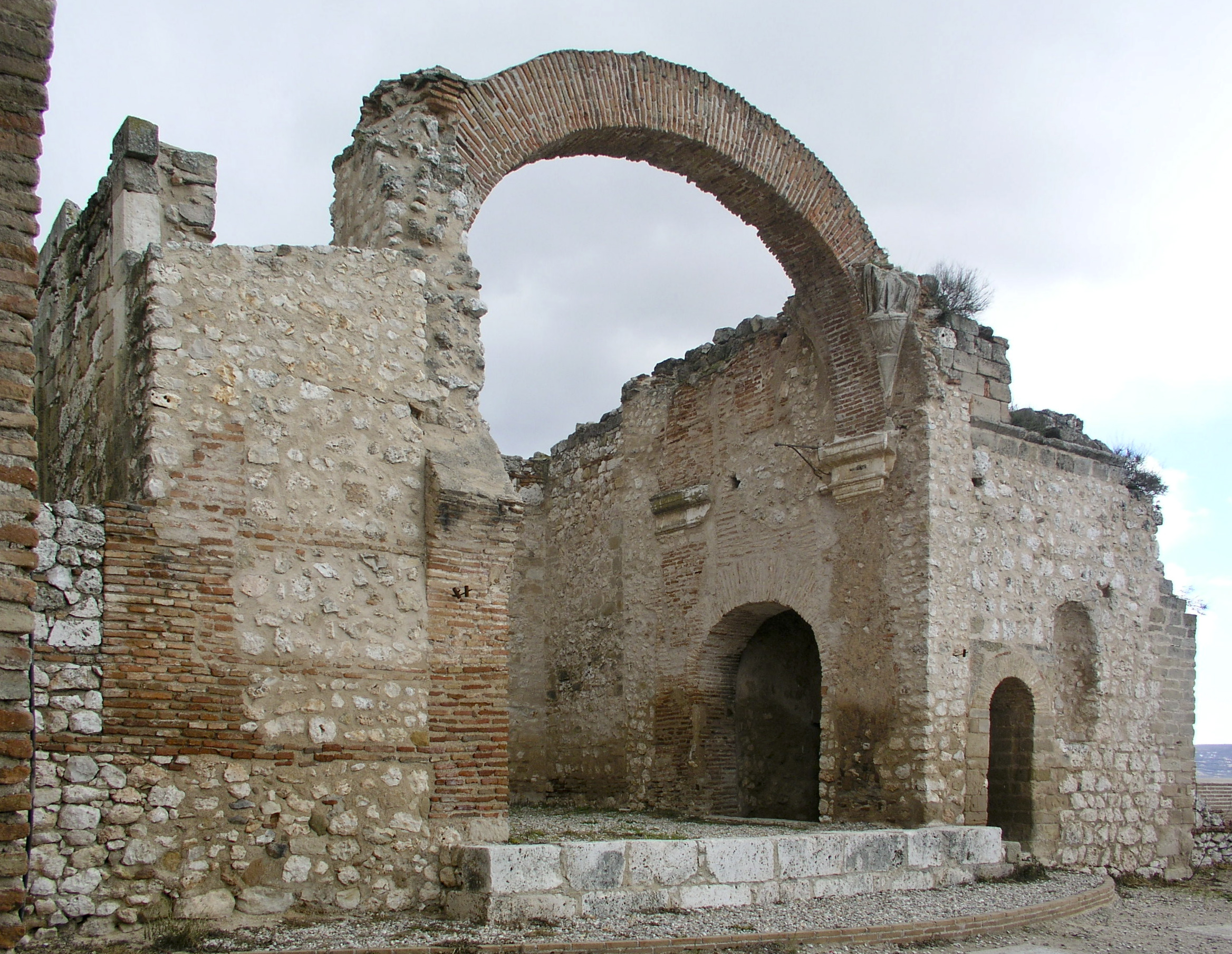
San Pedro, numera en ruin
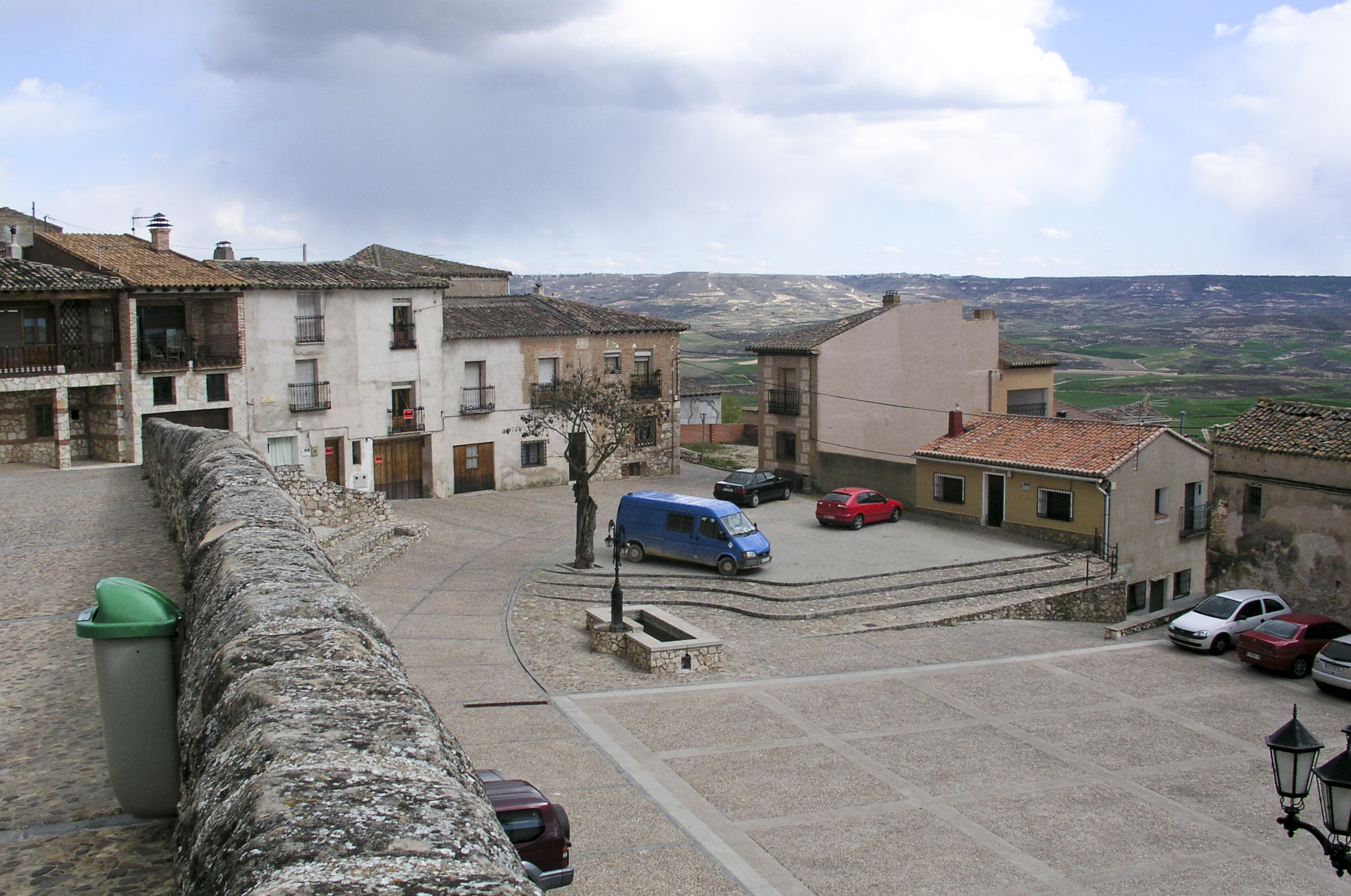
Plaza Mayor, med murens bröstvärn till vänster.
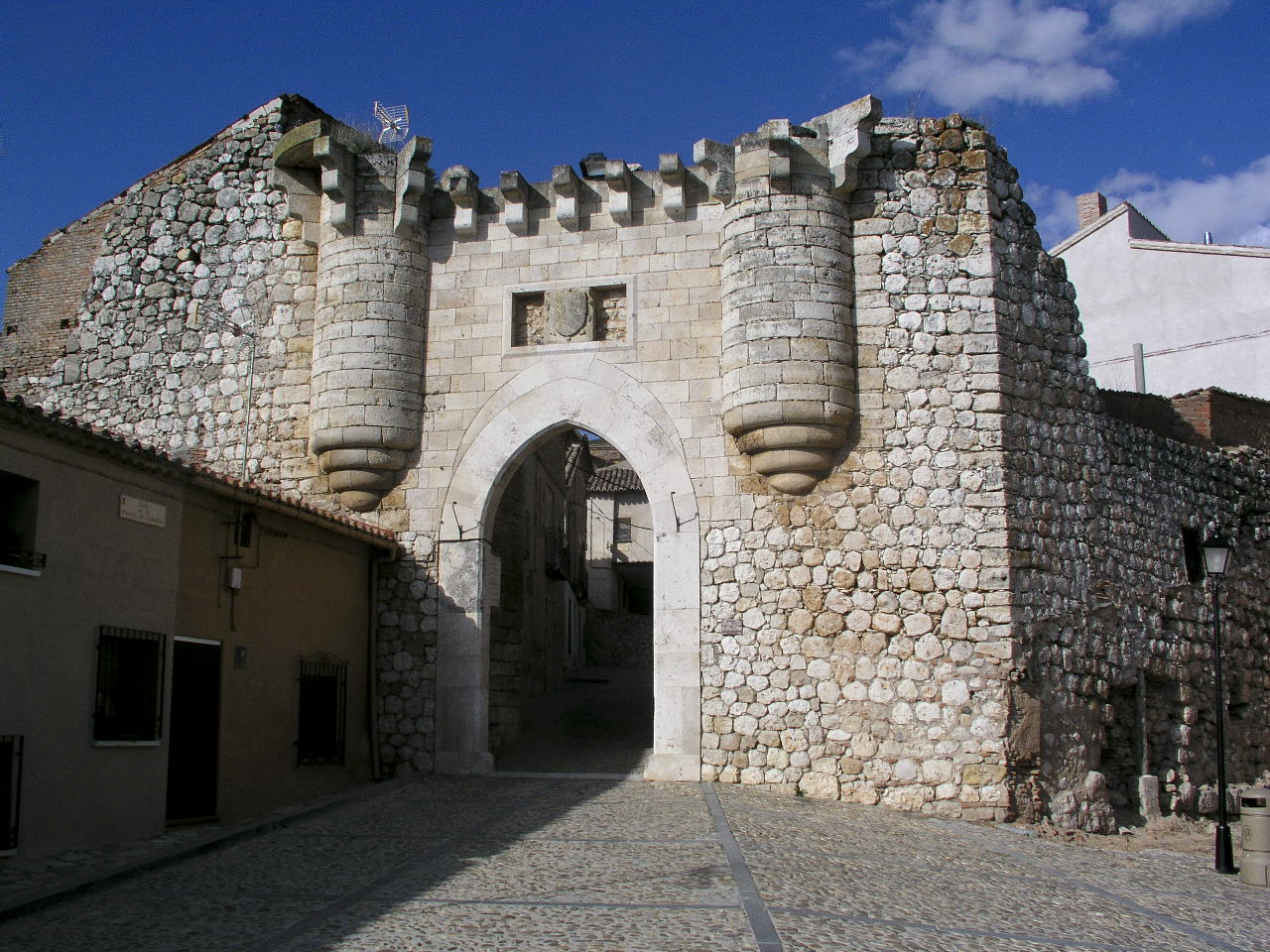
Mariaporten.

## Folkfester
- Fiesta Medieval – Medeltidsfestivalen, första lördagen i juli
- Fiesta de los Toros – Tjurfestivalen, firas veckoslutet före sista fredagen i augusti
- Fiesta de las Flores – Blomfestivalen, sista veckoslutet i maj
- Fiesta del Gallo - Tuppfestivalen firas på veckoslutet under karnevalen